# Smoke and Mirrors
Pour les articles homonymes, voir Smoke and Mirrors (homonymie).
Albums de O.C.
Starchild
(2005) Hidden Gems
(2007)
Smoke and Mirrors est le cinquième album studio d'O.C., sorti le 1er novembre 2005.

## Liste des titres
| No  | Titre                       | Durée |
| --- | --------------------------- | ----- |
| 1.  | Smoke and Mirrors (Intro)   | 1:03  |
| 2.  | You Made Me                 | 4:09  |
| 3.  | Martyr                      | 4:46  |
| 4.  | My Way                      | 4:12  |
| 5.  | Emotions                    | 4:03  |
| 6.  | Distortion                  | 3:12  |
| 7.  | Going Nowhere               | 4:12  |
| 8.  | Hey Young World             | 2:18  |
| 9.  | Gone                        | 5:07  |
| 10. | The Good, The Bad, The Ugly | 3:25  |
| 11. | Guns and Butter             | 3:41  |
| 12. | I'm da Boss                 | 3:58  |
| 13. | Challenge Ya'll             | 3:57  |
| 14. | Brothers Keeper             | 4:50  |
| 15. | What I Need                 | 4:14  |
| 16. | Shorty                      | 3:37  |
| 17. | This Is Me                  | 4:01  |
| 18. | Coldwax Speaks              | 9:15  |